# Гайнц Шустер-Шевць
Гінц Шустер-Шевць, німецький варіант — Гайнц Шустер-Шевц (справжнє прізвище — Шевць; в.-луж. Hinc Šewc; нім. Heinz Schuster-Šewc, 8 лютого 1927-го року, село Поршіци, Лужиця, Німеччина — 10 лютого 2021) — лужицький філолог-славіст, сорабіст. Директор Інституту сорабістики (1964—1992). Експерт з верхньолужицької та нижньолужицької мов. Публікував свої наукові роботи під, подвійним німецько лужицьким, прізвищем Шустер-Шевць. Лауреат національної лужицької премії імені Якуба Чишинського (1980).

## Біографія
Взимку 1946-го року два місяці навчався на лужицьких педагогічних курсах в Радворі. З травня цього ж року працював вчителем та директором початкової школи у селі Псови. У 1947-ому році вступив до молодіжного крила лужицької культурної організації «Домовіна». З 1948-го року вивчав славістику в Ягеллонському та Вроцлавському університетах. В 1953-ому році отримав науковий ступінь магістра, повернуся до Лужиці, де викладав російську мову.
З 1953-го до 1955-го року — асистент в Інституті серболужицької людності (пізніше — Серболужицький інститут) в Будишині. В 1955-ому році під керівництвом німецького славіста Ганса Гольма Бельфельдта захистив, у берлінському університеті імені Гумбольдта, дисертацію на здобуття наукового ступеню доцента наук із теми «Historische und vergleichende Lautlehre der Sprache des Albin Moller». З 1955-го до 1964-го року викладав славістику у Лейпцизькому університеті.
З 1964-го до 1992-го року — професор славістики та директор Інституту сорабістики. Організував при інституті, міжнародні Виші курси мов та культури лужицького народу, діяли з 1967-го до 1982-го року. Займався вивченням середньовічних літературних джерел,що відносились до групи «Лужицькі мовні пам'ятки». Видав дослідницькі роботи «Katechizm a spěwarske Albina Mollera» (1959), «Přełožk Noweho zakonja Mikławša Jakubicy» (1967), «Enchiridion Vandalicum Handrija Tary» (1990). Відкрив раніше не відомі твори «Das Neue Testament der niedersorbischen Krakauer (Berliner) Handschrift» (видано в 1996-ому році), «Rukopis Jana Cichoriusa z lěta 1663» (видано в 2000-ому році).
Працював над багатотомним «Історико-етимологічним словником верхньолужицької та нижньолужицької мов» (Historisch-etymologisches Wörterbuch der ober- und niedersorbischen Sprache), котрий видавав в різні проміжки часу між 1978-им та 1996-им роками. У різні часи був членом Комісії з Верхньолужицької мови при Академії наук НДР.
Отримав почесний докторський ступінь в Ягеллонському університеті. З 1977-го року — член Польської академії знань і з 1988-го року — почесний член Саксонської академії наук.
Його доробок налічує близько 400 наукових публікацій із сорабістики.
Основні наукові праці
- Das Sorbische im slawischen Kontext, Domowina-Verlag, 2000.
- Das Sorbische und der Stand seiner Erforschung, Berlin, Akademie-Verlag, 1991.
- Historisch-etymologisches Wörterbuch der ober- und niedersorbischen Sprache, Bautzen, Domowina-Verlag, 1978—1996.
- Bibliographie der sorbischen Sprachwissenschaft, Bautzen, Domowina-Verlag, 1966.
- Vergleichende historische Lautlehre der Sprache des Albin Moller, Berlin, Akademie-Verlag, 1958.